# 1-Butyl-3-methylimidazoliumbis(trifluormethylsulfonyl)amid
1-Butyl-3-methylimidazoliumbis(trifluormethylsulfonyl)amid ist eine ionische Flüssigkeit (auch: ionic liquid oder Flüssigsalz).

## Darstellung und Gewinnung
Die Darstellung erfolgt durch Reaktion von 1-Butyl-3-methylimidazoliumchlorid (C8H15ClN2) und Lithiumbis(trifluormethylsulfonyl)amid (C2F6LiNO4S2) in Wasser. Es bilden sich zwei Phasen. Bei der unteren handelt es sich um die ionische Flüssigkeit.

## Eigenschaften
1-Butyl-3-methylimidazoliumbis(trifluormethylsulfonyl)amid ist eine ionische Flüssigkeit. Es ist eine sehr temperaturstabile, wasserunlösliche Verbindung. Es ist weder brennbar noch hat es bei Raumtemperatur einen messbaren Dampfdruck. Der Schmelzpunkt liegt bei 2 °C. Oberhalb von 370 °C erfolgt in Gegenwart von Luft eine stark exotherme Zersetzung, wobei als Zersetzungsprodukte Kohlendioxid, Kohlenmonoxid, Schwefeldioxid und Trifluormethan detektiert wurden. Die Zersetzungswärme beträgt −423 kJ·mol−1 bzw. −1009 kJ·kg−1.

## Verwendung
1-Butyl-3-methylimidazoliumbis(trifluormethylsulfonyl)amid wird, wie viele andere ionische Flüssigkeiten, in der organischen Synthese eingesetzt. Durch den ionischen Aufbau ist es ein polares Lösungsmittel. Es ist wie viele andere ionische Flüssigkeiten weder mit Wasser noch mit vielen anderen organischen Lösungsmitteln mischbar. Daher werden die Reaktanten nach einer Reaktion extrahiert und die ionische Flüssigkeit kann erneut verwendet werden.